# Pomnik Księżnej Anny Mazowieckiej w Ostrowi Mazowieckiej
Pomnik Księżnej Anny Mazowieckiej w Ostrowi Mazowieckiej – całopostaciowy pomnik upamiętniający księżnę mazowiecką Annę zlokalizowany na placu Księżnej Anny Mazowieckiej (rynku) w Ostrowi Mazowieckiej (województwo mazowieckie), naprzeciw ratusza. Jest to jeden z dwóch współczesnych pomników książąt mazowieckich znajdujących się na Mazowszu.
Monument został postawiony dla uczczenia 570. rocznicy uzyskania praw miejskich przez Ostrów Mazowiecką z inicjatywy burmistrza tego miasta. Rada miejska 2 lutego 2004 przyjęła uchwałę w sprawie posadowienia pomnika. Miał on upamiętniać zasługi księżnej dla miasta. 
Projektantką budowli była Miłosława Skoczek (córka rzeźbiarza Zdzisława Skoczka). Monument odsłonięto 6 czerwca 2004. Na realizację budowli przekazano zyski Zarządu Gospodarki Komunalnej i Mieszkaniowej oraz Zakładu Energetyki Cieplnej z 2003. Przewodniczącym komitetu budowy był prof. Adam Dobroński. W komitecie zasiadali m.in. prof. Jan Dzieniszewski, prof. Teresa Zaniewska oraz posłowie: Zbigniew Krutczenko i Zbigniew Kuźmiuk.